# Party Girls
"Party Girls" é uma canção do rapper americano Ludacris, lançada em 30 de Janeiro de 2014 como primeiro single de seu nono álbum de estúdio Ludaversal. O single foi produzido por Cashmere Cat, que também participa da faixa junta mente com os rappers Wiz Khalifa e Jeremih.

## Desempenho nas paradas
Gráficos semanais
| paradas (2014)                                  | Melhor posição |
| ----------------------------------------------- | -------------- |
| Estados Unidos (Bubbling Under Hot 100 Singles) | 13             |
| Estados Unidos (Billboard R&B/Hip-Hop Songs)    | 36             |
| Estados Unidos (Billboard Hot Rap Songs)        | 20             |
| Estados Unidos (Billboard Rhythmic)             | 39             |

## Histórico de lançamento
| Região         | Data                    | Formato               | Gravadora                                           |
| -------------- | ----------------------- | --------------------- | --------------------------------------------------- |
| Estados Unidos | 18 de fevereiro de 2014 | Rhythmic contemporary | Disturbing tha Peace • Def Jam • The Island Def Jam |
| Estados Unidos | 18 de fevereiro de 2014 | Urban contemporary    | Disturbing tha Peace • Def Jam • The Island Def Jam |